# Chien 51
Chien 51 ist ein Science-Fiction-Film von Cédric Jimenez. Der Kriminalfilm basiert auf dem gleichnamigen futuristischen Roman von Laurent Gaudé. Das Buch spielt im Jahr 2045 in Paris, das in Zonen aufgeteilt ist, die die verschiedenen sozialen Klassen trennen und von einer Künstlichen Intelligenz überwacht wird. In den Hauptrollen sind Adèle Exarchopoulos, Louis Garrel und Gilles Lellouche zu sehen. Chien 51 soll Anfang September 2025 bei den Internationalen Filmfestspielen von Venedig seine Premiere feiern, Mitte Oktober 2025 in die französischen und Ende November 2025 in die deutschen Kinos kommen.

## Handlung
In einem nach Klassen gespaltenen Paris der Zukunft überwacht eine künstliche Intelligenz namens Alma die Gesellschaft. Als Almas Schöpfer stirbt, ändert sich alles. Die Polizisten Salia und Zem, die schon immer gegen diese Art von Gesellschaft waren, tun sich zusammen, um ein Geheimnis zu lüften, das ihre getrennte Welt in Frage stellt.

## Literarische Vorlage
„Die Stadt war auf einmal verrückt geworden. Als das GoldTex-Management verkündete, die Übernahme Griechenlands sei abgeschlossen, gerieten die Bürger Athens in Panik.“

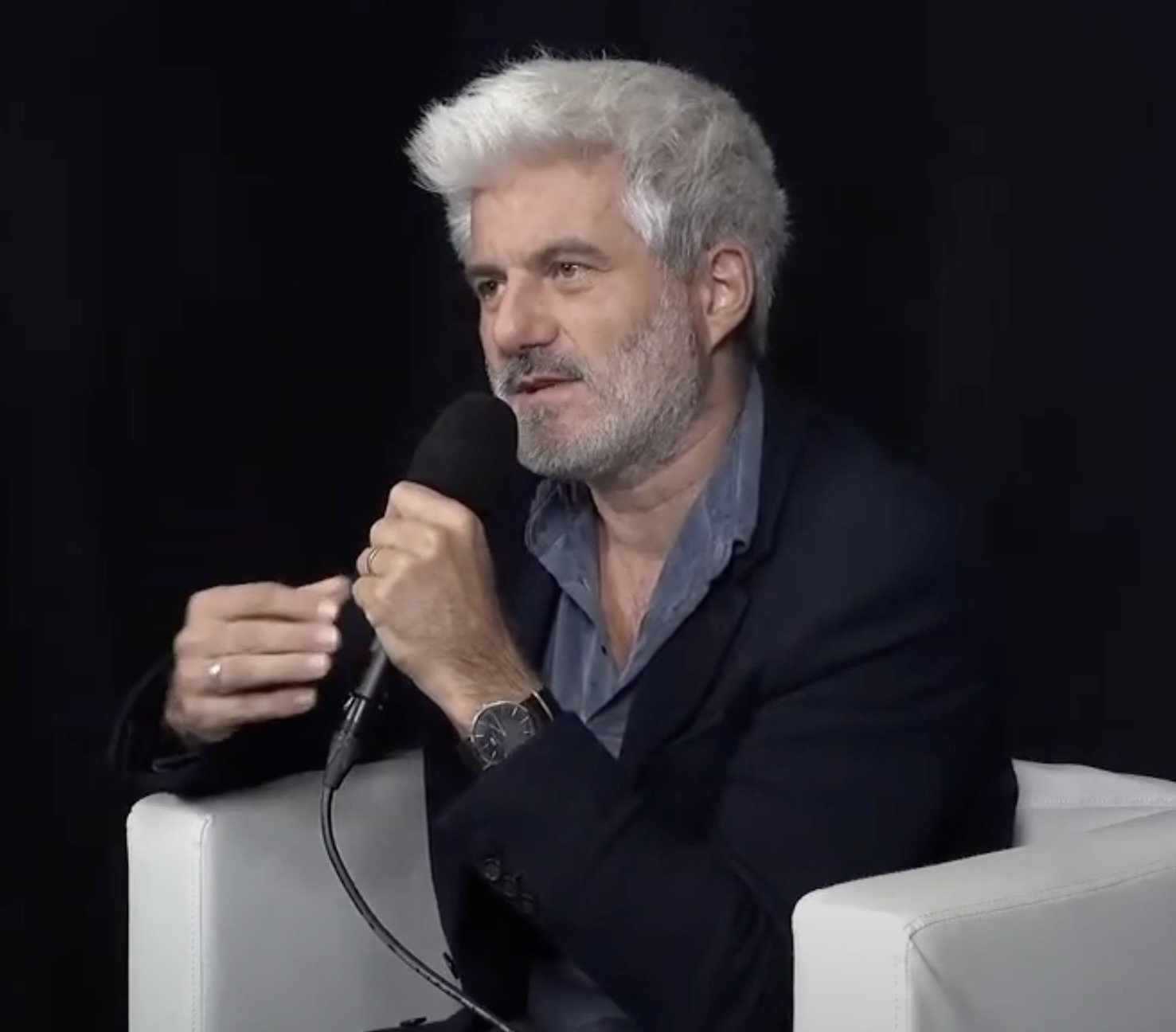
Laurent Gaudé, der Autor von Hund 51

Der Film basiert auf dem futuristischen Krimi Chien 51 von Laurent Gaudé. In einer deutschsprachigen Übersetzung von Christian Kolb wurde er 2023 unter dem Titel Hund 51 bei dtv veröffentlicht. Darin beschreibt Gaudé die Pariser Gesellschaft Mitte des 21. Jahrhunderts. Die Stadt wird von einer KI namens Alma überwacht. Der Immigrant Zem Sparak heuert als Hilfspolizist an. Er arbeitet als „Hund“ im sauren Regen von Zone 3. Seine Heimat Griechenland gibt es schon lange nicht mehr: Daher verbringt Zem einen großen Teil seiner Freizeit im dritten Stock eines Nachtclubs im RedQ-Viertel, wo er mithilfe einer speziellen Technologie das Athen seiner Jugend wiedererleben kann. Eines Morgens reißt eine aufgeschnittene Leiche, die in seinem Viertel gefunden wird, Zem aus seiner Gleichgültigkeit. Er macht sich gemeinsam mit Salia Malberg, einer Kommissarin aus Zone 2, auf die Suche nach der Wahrheit.
Gaudé wurde für Chien 51 im Jahr 2022 vom Literaturmagazin Livres Hebdo mit dem Preis der Buchhändler ausgezeichnet.

## Produktion

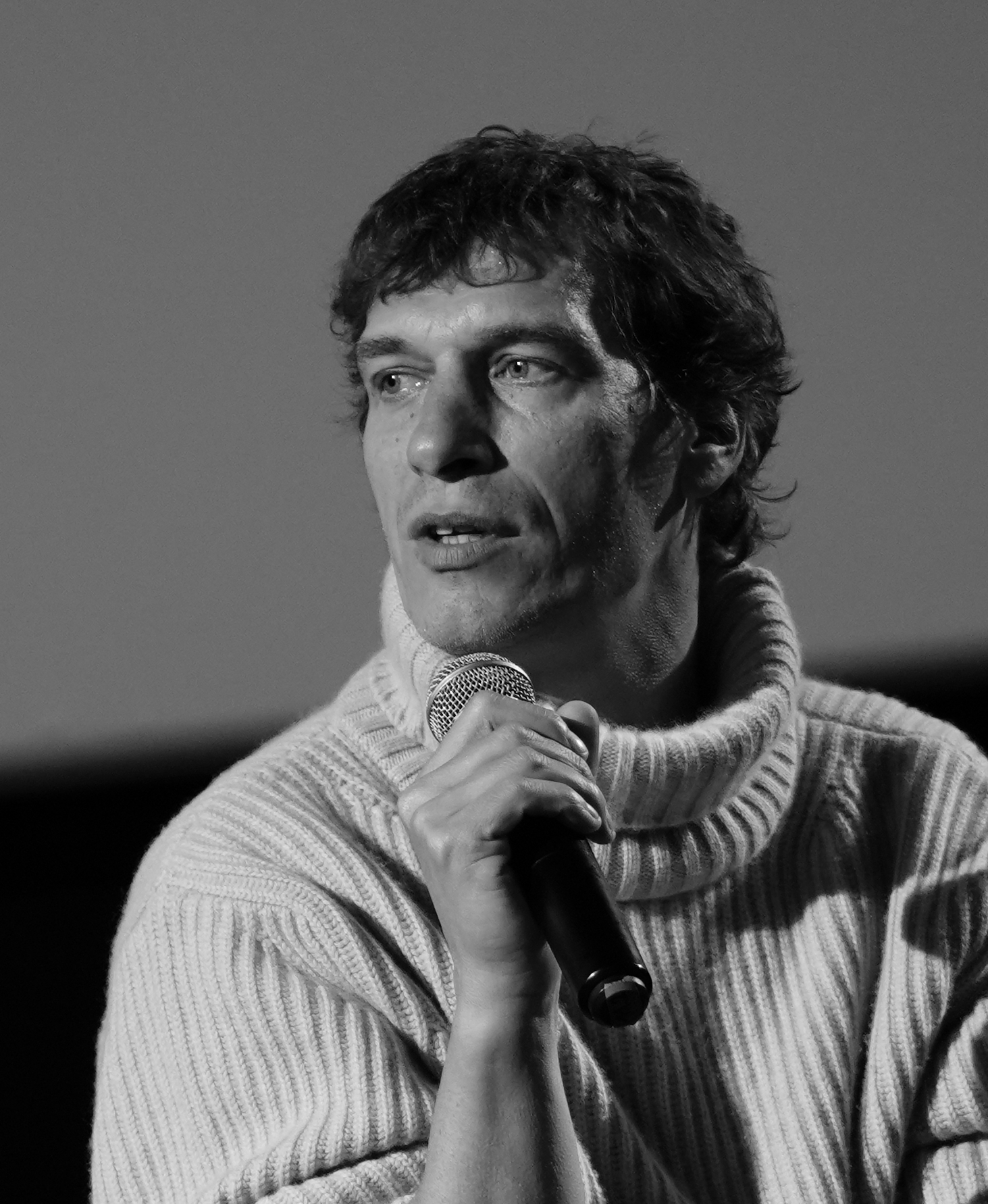
Regisseur Cédric Jimenez

Regie führte Cédric Jimenez, der gemeinsam mit Olivier Demangel auch das auf Gaudés Roman basierende Drehbuch schrieb. Es handelt sich bei Chien 51 um den sechsten Spielfilm des französischen Filmemachers.
Die Hauptrollen besetzte Jimenez mit Adèle Exarchopoulos, Louis Garrel und Gilles Lellouche. Weiter auf der Besetzungsliste finden sich Xavier Dolan, Valeria Bruni Tedeschi, die Rapperin Lala&ce, Hugo Dillon, Stéphane Bak, Daphné Patakia und Agathe Mougin. In einer Nebenrolle ist der französische Musiker Thomas Bangalter zu sehen, der mit Guy-Manuel de Homem-Christo bis zur Auflösung die Gruppe Daft Punk bildete. Das Casting übernahm Michael Laguens.
Die Dreharbeiten wurden am 19. August 2024 begonnen und fanden bis in den Herbst 2024 hinein / bis Ende des Jahres statt. Gedreht wurde in Marseille und Umgebung, in Paris und der Region um die französische Hauptstadt und in Brüssel. Als Kameramann fungierte Laurent Tangy.
Die Filmmusik stammt von Guillaume Roussel, mit dem Jimenez für alle seine Filme seit Der Unbestechliche – Mörderisches Marseille zusammenarbeitete.
Die Premiere von Chien 51 ist am 6. September 2025 bei den Internationalen Filmfestspielen von Venedig geplant, wo Jimenez’ Regiearbeit als offizieller Abschlussfilm gezeigt wird. Am 15. Oktober 2025 soll er in die französischen Kinos kommen. In Deutschland ist der Kinostart am 27. November 2025 geplant.